# Пейдж, Джо
Джозеф Фрэнсис Пейдж (англ. Joseph Francis Page, 28 октября 1917 — 21 апреля 1980) — профессиональный американский бейсболист, выступавший на позиции питчера. Пейдж играл в Главной лиге бейсбола за «Нью-Йорк Янкис» с 1944 по 1950 год и за «Питтсбург Пайрэтс» в 1954 году.

## Биография
Пейдж подписал контракт с «Нью-Йорк Янкис» в 1940 году как свободный агент-любитель. После нескольких лет, проведённых в фарм-системе клуба, Джо дебютировал за основную команду 19 апреля 1944 году на позиции стартового питчера.
Уже в своём дебютном сезоне (16 стартов и 3 выхода в реливе) Пейдж был приглашён для участия в матче всех звёзд МЛБ и закончил сезон, отыграв более 100 иннингов со средней пропускаемостью 4,56. В следующем сезоне он получил травму плеча, из-за чего он выходил в стартовом составе всего в девяти играх и ещё в 11 вышел на замену. Несмотря на это, его ERA улучшился до 2,82.
1946 год Пейдж провёл то на позиции стартового питчера, то закрывающего. 1947 год Джо в основном провёл в буллпене и всего в двух играх вышел в стартовом составе. В сезоне он показал пропускаемость 2,48 и показателя побед-поражений 14-8. Его 14 побед в качестве реливера на тот момент стали рекордом Американской лиги и этот рекорд продержался до 1961 года, когда это достижение превзошёл Луис Арройо. По итогам сезона он занял четвёртое место в голосовании на звание самого ценного игрока АЛ. Одним из лучших моментов для Пейджа в сезоне стала седьмая игра Мировой серии, в которой он сделал сейв, выбив отбивающего Эдди Микса под дабл-плей.
В 1948 году Пейдж стал вторым в АЛ по сейвам, а также сделал 77 страйкаута в 107,7 иннгах и в третий раз принял участие в матче всех звёзд. В следующем сезоне Пейдж показал результат 13-8 с ERA 2,59 и стал первым в АЛ по сейвам (27), однако это достижение прошло незаметным, так как сейвы в то время не входили в официальную статистику. За своё выступление в Мировой серии 1949 года, где он одержал победу в третьей игре, ему вручили награду Бейба Рута.
В 1950 году Пейджа отослали обратно в низшие лиги, а 16 мая 1951 года «Янкис» уволили его. 12 апреля 1954 года Джо подписал контракт с «Питтсбург Пайрэтс» и принял участие в семи играх сезона, однако из-за его ERA 11,17 1 июня Пайрэтс отказались от него.